# تغيير جو (مسلسل)
تغيير جو هو مسلسل تلفزيوني مصري عُرض في عام 2023 على إم بي سي مصر ومنصة شاهد، المسلسل من تأليف منى الشيمي ومحمد مجدي أمين، ومن إخراج مريم أبو عوف، ومن بطولة منة شلبي، إياد نصار، عصام عمر، شيرين وميرفت أمين.

## قصة المسلسل
تدور أحداث المسلسل في إطار درامي حول قصة الفتاة شريفة التي تواجه وتمر بالعديد من الأزمات المختلفة، منها معاناة والدتها من إدمان الكحول والمهدئات. مع توالي الأحداث تقع في حب دكتور جامعي، وتستمر الأحداث بين بيروت والقاهرة.

## طاقم التمثيل
- منة شلبي: (شريفة)
- إياد نصار: (خالد)
- صالح بكري: (فارس)
- ميرفت أمين: (زوزو / عزيزة)
- عصام عمر: (أيمن)
- عايدة الكاشف: (ديما)
- سعيد سرحان: (وسام)
- شيرين: (سامية)
- نبيل علي ماهر: (وديع)
- محمود قابيل: (جلال)
- أحمد سعيد: (مجدى)
- إنجي علي: (نرمين)
- رزان جمال: (جزال)
- أحمد رضوان: (رجائي الطرشاويلي)

## فريق العمل
- إخراج: مريم أبو عوف
- تأليف: منى الشيمي، محمد مجدي أمين
- إنتاج: صادق الصباح